# Johann Philipp von Hattorf
Johann Philipp von Hattorf (6 marzo 1682 – 3 settembre 1737) è stato un politico tedesco, ministro a servizio del Casato di Hannover.

## Biografia
Figlio di Johann von Hattorf e di sua moglie Anna Mülle, Johann Philipp sposò Marie Margarethe von Molan il 29 luglio 1705.
Iniziò la sua carriera politica nel 1714 quando fu tra i quindici ministri e consiglieri a seguire re Giorgio I in Gran Bretagna ed a venire inseriti nella German Chancery che aveva a capo il primo ministro hannoveriano Andreas Gottlieb von Bernstorff. Nel luglio del 1719, Hattorf e James Stanhope, I conte Stanhope, riuscirono a destabilizzare Bernstorff dal suo ruolo, lasciando che la politica dell'Hannover ricadesse quasi esclusivamente nelle mani dei ministri inglesi. Hans Caspar von Bothmer ottenne de facto il controllo della Cancelleria nel 1720 sino al formale ritiro di Bernstorff nel 1723. Da quel momento Hattorf fu ufficialmente il capo della cancelleria anche se Bothmer continuò ufficiosamente il proprio incarico sino alla propria morte nel 1732. A differenza del suo predecessore, il basso profilo della politica di Hattorf durante gli anni di regno di Giorgio I e Giorgio II, svilirono il ruolo dell'Hannover sino alla successione di Ernst von Steinberg. Alla sua morte lasciò una sola figlia, Johanne Louise.